# NGC 1101
NGC 1101 is een lensvormig sterrenstelsel in het sterrenbeeld Walvis. Het hemelobject werd op 22 november 1876 ontdekt door de Franse astronoom Édouard Jean-Marie Stephan.

## Synoniemen
- PGC 10613
- UGC 2278
- MCG 1-8-3
- ZWG 415.11
- NPM1G +04.0092